# Suzan & Freek
Suzan & Freek é um duo de cantores neerlandeses de Achterhoek, Países Baixos, constituído por Suzan Stortelder e Freek Rikkerink. Os dois vivem juntos em Weesp.

## História
O casal já fazia covers há vários anos e publicava-os semanalmente sob o título «De Minuut» na sua página do Facebook. O seu cover de 2016 de «Don't Let Me Down», dos The Chainsmokers, tornou-se viral depois da banda terem partilhado a versão nas redes sociais. Em setembro de 2017, a dupla lançou o seu primeiro EP, intitulado «Glass House Sessions», com cinco covers. Em novembro de 2018, a dupla lançou a sua primeira canção escrita por si própria, «Als het avond is» (em português: «Quando é de noite»). O single chegou ao topo do Top 40 holandês e foi certificado como platina. Seguiu-se-lhe “Blauwe dag” (em português: «Dia Azul»), que alcançou a quarta posição. A 27 de setembro de 2019, o seu primeiro álbum intitulado «Gedeeld door ons» (em português: «Partilhado por nós») foi lançado nos Países Baixos e na Bélgica e entrou nas tabelas de ambos os países na posição número 2.

## Membros
- Suzan Stortelder (nascida em Zieuwent em 1992) – voz e piano
- Freek Rikkerink (nascido em Harreveld em 1993) – voz e guitarra

## Discografia

### Álbuns de estúdio
- 2019 – Gedeeld door ons
- 2021 – Dromen in kleur
- 2023 – Iemand van vroeger